# Strada Pitar Moș

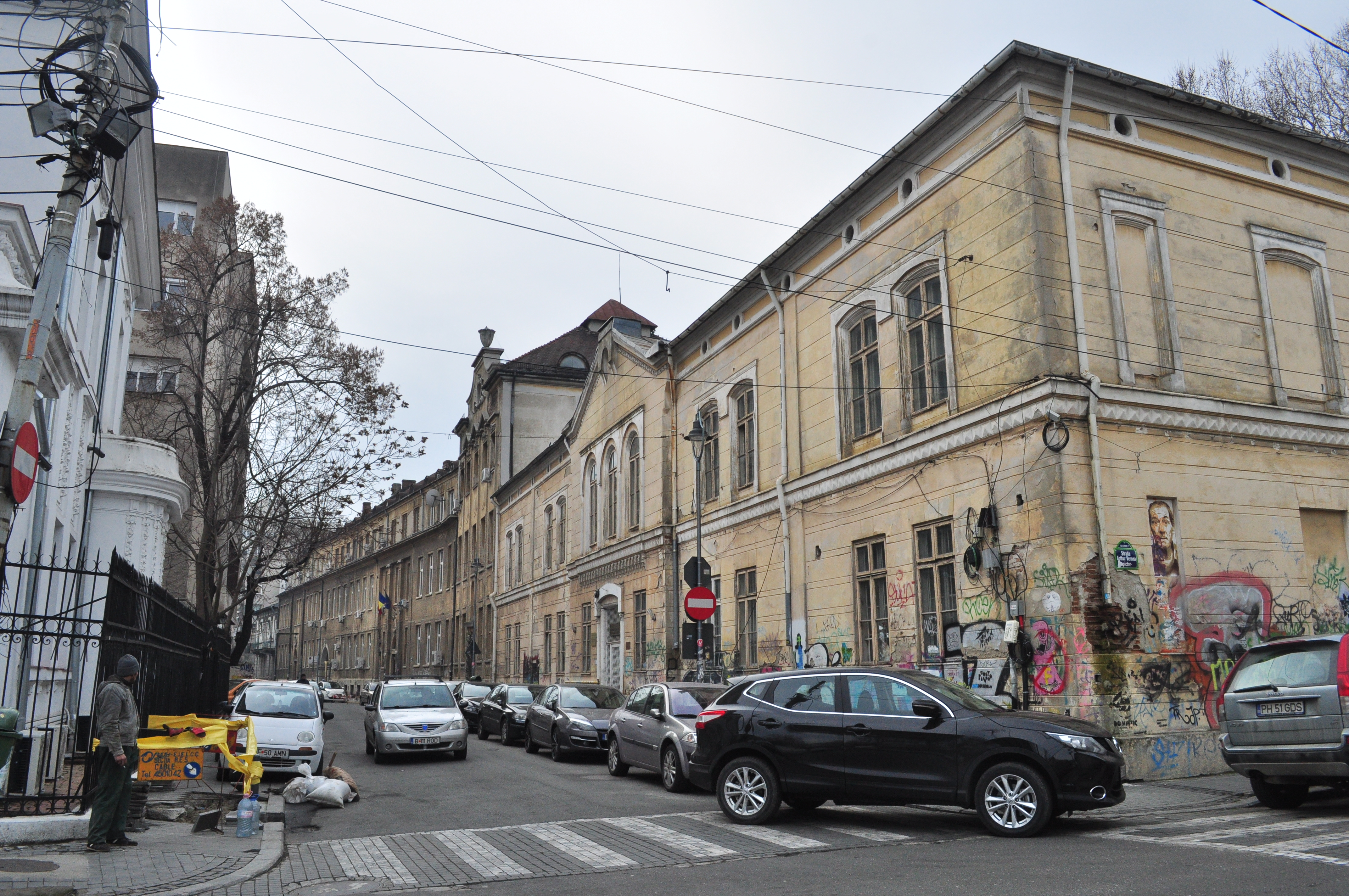
Strada Pitar Moș

Strada Pitar Moș este una din vechile străzi ale municipiului București cuprinzând o serie de clădiri cu valoare istorică printre care și Facultatea de Limbi și Literaturi Străine.